# Кардамон
Кардамо́н — загальна назва для декількох рослин родини імбирних (Zingiberaceae) і їх запашного насіння. Кардамон іноді називають «райським зерном».
Кардамон (грец. καρδάμωμον) — насіння (плоди) трав'янистої багаторічної рослини Elettaria cardamomum (укр. Кардамон справжній) родини імбирних. Плоди дозрівають на третій рік, мають дуже сильний аромат з камфорними тонами і належать до числа найдорожчих прянощів — через що прозвані «царицею спецій».
Elettaria cardamomum нагадує чагарник з ланцетоподібним листям, досягає у висоту 3-4 метри. Недостиглі плоди рослини — коробочки, в поперечному розрізі трикутні, — збирають, сушать на сонці, потім зволожують і повторно сушать. Виходять тригранні капсули білого кольору завдовжки від 0,8 до 1,5 сантиметрів.

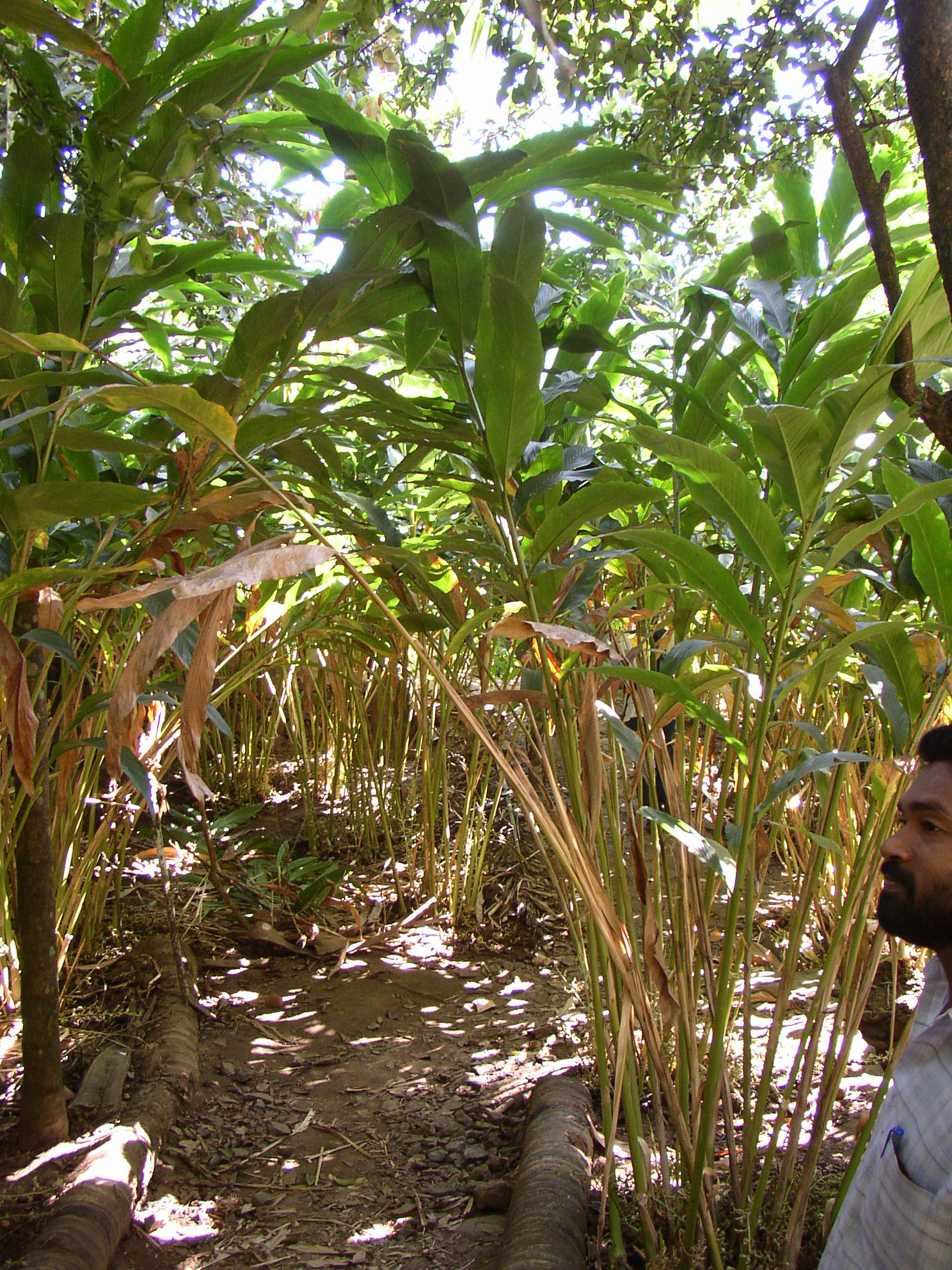
Кардамон

Ці пікантні, ароматичні прянощі, що походять з Малабарського берегу Індії та Цейлону. Вже за Ведичної доби їх спалювали при принесенні жертв з нагоди весілля. Рецепти з використанням кардамону згадані в трактатах Чараки та Сушрути. «Камасутра» рекомендувала вживати кардамон коханцям перед зближенням.
Щонайменше з початку III тисячоліття до нашої ери індійський кардамон імпортували купці з Дільмуну — і для потреб власних співвітчизників і для покупців з Месопотамії. Слово «кардамон» було відоме вже у Мікенській Греції. З класичної доби Діоскорид рекомендував кардамон як засіб для полегшення травлення, особливо після важких для шлунку страв та як афродізіак.
За середньовіччя кардамон згадував Авіценна. А за даними Ідрісі його з Малабару везли до Ємену, а вже звідти — до інших країн. В Китаї кардамон був популярним принаймні з часів династії Сун.
Сьогодні за обсягами виробництва кардамону перше місце у світі займає Гватемала.
Кардамон — звичайний компонент в індійській кухні, цукерках, чаю і масала (чай з додаванням кардамону, кориці, імбиру, бодяну, зерен духмяного перцю і гвоздики).
Чорний кардамон іноді використовують у приправі каррі «гарам масала» (garam masala). На Близькому Сході і в Туреччині зелений порошок кардамону використовують для приготування солодощів і традиційної кави. У Північній Європі кардамон використовують у деяких сортах хліба.
Окрім застосування в кулінарії в Індії та Пакистані його використовують для лікування хвороб, включаючи захворювання зубів і ясен, хвороб горла, закупорки і туберкульозу легенів, запалення повік і розладу травлення. Щобільше, повідомляється, що його також використовують як протиотруту під час укусів скорпіонів і змій.

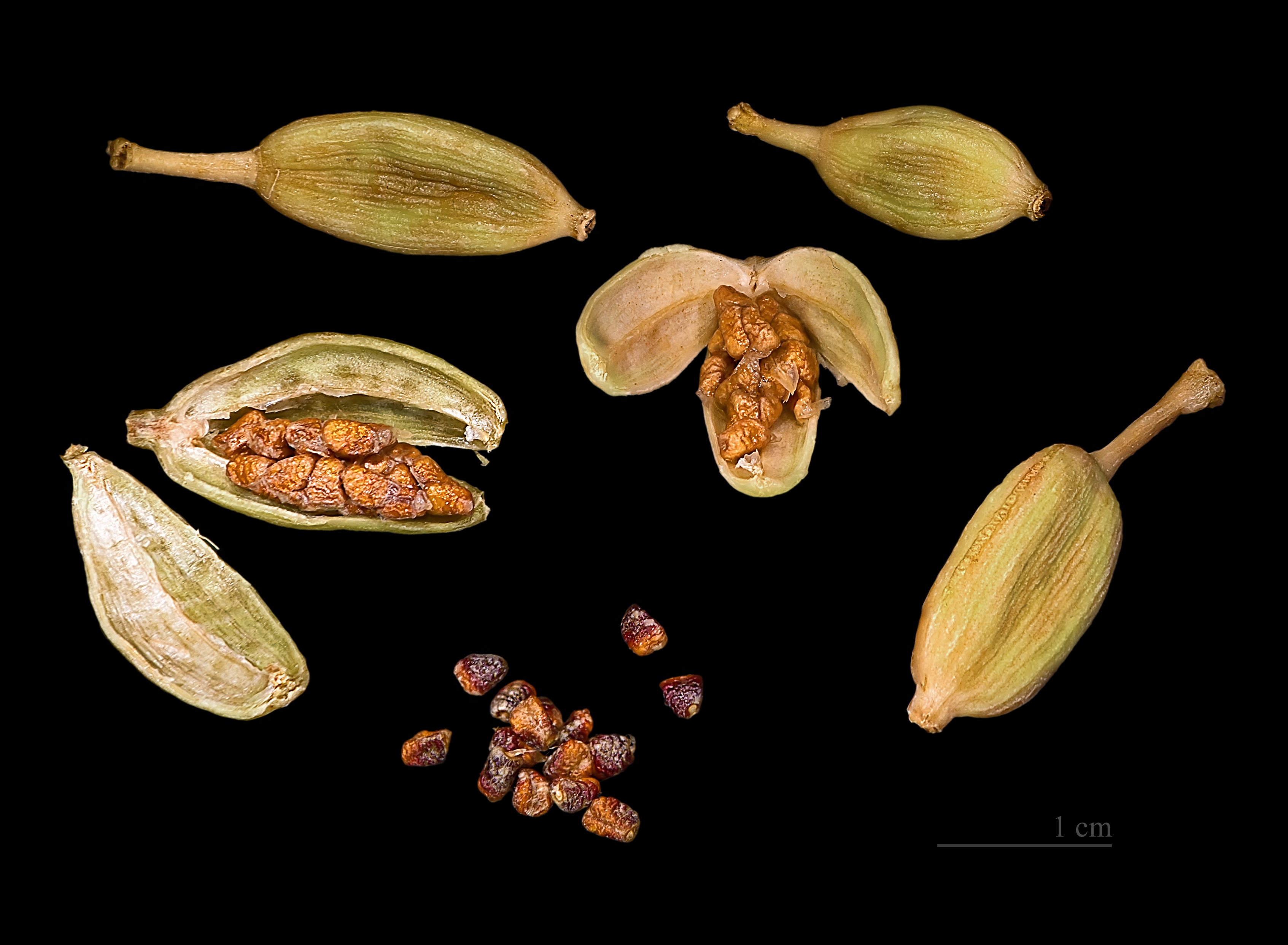
Зерна кардамону

Кардамон найкраще зберігається в стручках; як тільки насіння вичищене або розмолоте, воно швидко втрачає свій аромат. Проте високоякісний мелений кардамон — доступніший і дешевший, цілком прийнятний замінник. Кардамон — одна з найдорожчих розсипних прянощів.
Оскільки з меленого кардамону аромат швидко вивітрюється, його радять купувати в стручках (коробочках). Перед використанням стручки лущать і плоди перемелюють. Молоти можна не тільки зерна кардамону, а й цілі стручки; правда, аромат у таких прянощів менш виражений.
Кардамон — виражений тонік. На Близькому Сході та в Індії його заведено додавати до кави і в чай (т. з. бедуїнська кава і чай масала). При цьому зерна кардамону і кави часто перемелюють разом. При поєднанні з іншими спеціями кардамон, як правило, перебиває їх аромат.
Для рецептів, у яких потрібні цілі стручки кардамону, загальноприйнятий еквівалент — 10 стручків відповідають 1 чайній ложці меленого кардамону.